# Sassetot-le-Malgardé
Sassetot-le-Malgardé és un municipi francès situat al departament del Sena Marítim i a la regió de Normandia. L'any 2007 tenia 89 habitants.

## Demografia

### Població
El 2007 la població de fet de Sassetot-le-Malgardé era de 89 persones. Hi havia 30 famílies de les quals 8 eren unipersonals (4 homes vivint sols i 4 dones vivint soles), 11 parelles sense fills i 11 parelles amb fills.
La població ha evolucionat segons el següent gràfic:
Habitants censats

### Habitatges
El 2007 hi havia 53 habitatges, 34 eren l'habitatge principal de la família, 17 eren segones residències i 2 estaven desocupats. Tots els 52 habitatges eren cases. Dels 34 habitatges principals, 31 estaven ocupats pels seus propietaris i 3 estaven llogats i ocupats pels llogaters; 2 tenien dues cambres, 2 en tenien tres, 9 en tenien quatre i 20 en tenien cinc o més. 27 habitatges disposaven pel capbaix d'una plaça de pàrquing. A 15 habitatges hi havia un automòbil i a 17 n'hi havia dos o més.

## Economia
El 2007 la població en edat de treballar era de 53 persones, 37 eren actives i 16 eren inactives. De les 37 persones actives 33 estaven ocupades (19 homes i 14 dones) i 5 estaven aturades (3 homes i 2 dones). De les 16 persones inactives 7 estaven jubilades, 3 estaven estudiant i 6 estaven classificades com a «altres inactius».
Activitats econòmiques
Dels 3 establiments que hi havia el 2007, 2 eren d'empreses de construcció i 1 d'una empresa de comerç i reparació d'automòbils.
Dels 2 establiments de servei als particulars que hi havia el 2009, 1 era una fusteria i 1 lampisteria.

## Poblacions més properes
El següent diagrama mostra les poblacions més properes.